# كريل أكبر
ايفوزي أكبر أو كريل أكبر (الاسم العلمي:Stylocheiron maximum) هو نوع من الحيوانات البحرية يتبع جنس ايفوزي قلمي اليد من فصيلة الايفوزية.